# Léman sans frontière
Léman sans frontière est une association touristique franco-suisse créée en 1995, dont le but est de mettre en valeur le patrimoine de la région du lac Léman, des Alpes avoisinantes et de la Gruyère. Elle vise en particulier à favoriser la mobilité des visiteurs au sein de la région transfrontalière par un concept d’échange de la clientèle. Elle bénéficie du soutien du Conseil du Léman et du programme européen de coopération territoriale Interreg IV .

## Historique
Dès 1993, les sites touristiques du Bouveret et de Moléson s’allient pour une promotion touristique commune. Ils mettent en avant leur proximité ainsi que la complémentarité du lac et de la montagne. Parallèlement, Labyrinthe Jardin des Cinq Sens à Yvoire développe un système de billets d'excursion combiné avec les bateaux de la Compagnie générale de navigation (CGN) et les Musées de la ville de Nyon. Ces deux initiatives donnent lieu en 1995 à la constitution d'une association sous son nom actuel avec l’adhésion de dix nouveaux membres. En 2000, une charte de qualité est établie. En 2021, l’association regroupe 29 sites touristiques. Elle est le premier partenariat touristique binational entre la France et la Suisse.

## Activités
L’association édite un guide informatif distribué sur tous les sites partenaires, auprès des offices de tourisme ainsi que dans les établissements hôteliers et para-hôteliers. Elle met en place des actions d’accueil et d’information destinées aux habitants de la région et aux vacanciers. Depuis 2010, elle propose sur son site Internet www.leman-sans-frontiere.org des offres touristiques transfrontalières. En complément, un guide touristique annuel est publié et distribué gratuitement dans les nombreux sites touristiques autour du Léman. L'association Léman sans Frontière a lancé une application mobi-leman https://www.leman-sans-frontiere.org/offres-promotions-autour-leman-france-suisse/itineraires-mobi-leman proposant 19 itinéraires (à pied, en vélo, en voiture) valorisant plus de 200 points d'intérêts autour du lac !